# Ortocupularrotonda pentagonal elongada
En geometría, la ortocupularrotonda pentagonal elongada es uno de los sólidos de Johnson (J40). Como sugiere su nombre, puede construirse elongando una ortocupularrotonda pentagonal (J32) insertando un prisma decagonal entre sus mitades. Al rotar bien la cúpula o la rotonda 36 grados respecto de la otra antes de insertar el prisma, se obtiene una girocupularrotonda pentagonal elongada (J41).
Los 92 sólidos de Johnson fueron nombrados y descritos por Norman Johnson en 1966.